# Moritarō Yamada
Moritarō Yamada (山田盛太郎) est un historien japonais né le 29 janvier 1897 et mort le 27 décembre 1980. Marxiste de l'école Kōza, il publie en 1932 une analyse du capitalisme japonais qui fait autorité à l'époque au Japon.